# 존 스튜어트 밀
존 스튜어트 밀(영어: John Stuart Mill, 1806년 5월 20일~1873년 5월 7일)은 영국의 사회학자, 철학자이자 정치경제학자로서, 논리학, 윤리학, 정치학, 사회평론 등에 걸쳐서 방대한 저술을 남겼다. 경험주의 인식론과 공리주의 윤리학, 그리고 자유주의적 정치경제사상을 바탕으로 현실 정치에도 적극적으로 참여해서 하원의원을 지내기도 했다. 그의 공리주의는 대부이자 스승이었던 벤담으로부터 물려받은 것이지만, 여기에 생시몽주의와 낭만주의를 가미해서 나름의 체계로 발전시켰다. 저술로는 『논리학체계』, 『정치경제학원리』, 『자유론』 등, 전 33권으로 이루어진 전집("Collected Works of John Stuart Mill", University of Toronto Press)이 있고, 그 밖에 동인도회사에서 일하면서 집필한 수많은 보고서를 남겼다.

## 생애

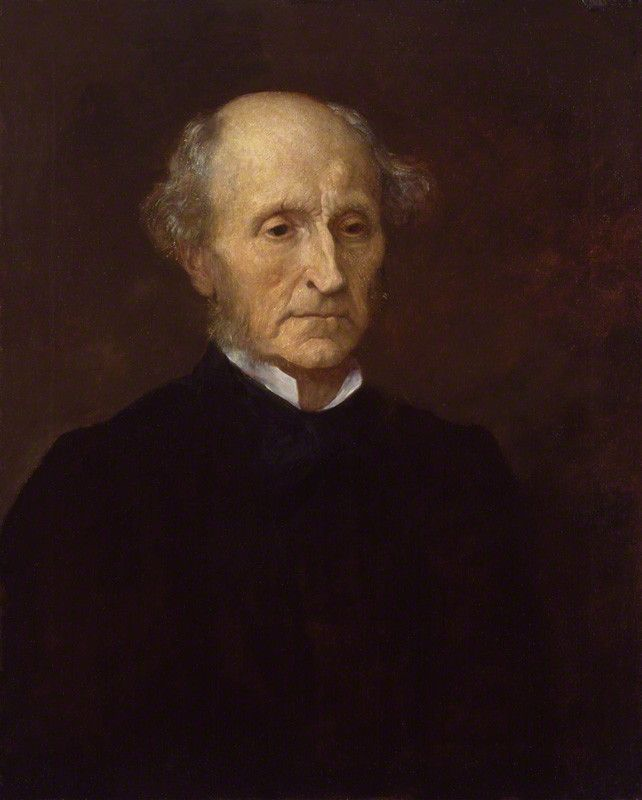
존 스튜어트 밀

### 교육
존 스튜어트 밀은 영국 런던의 펜톤빌(Pentonville)에서 태어났다. 스코틀랜드 출신의 영국 철학자이자 역사학자인 제임스 밀의 6남매 중 장남이었다. 존 스튜어트 밀의 교육은 그의 아버지에 의해서 주로 이뤄졌고, 때로 공리주의 철학자인 제러미 벤담과 프란시스 플레이스(Francis Place)에게 도움을 받았다. 제임스 밀은 지극히 엄격한 방식으로 존을 양육하면서, 다른 사람들로부터 잘못된 영향을 받지 않도록 동생들 말고는 같은 또래 아이들과 어울릴 수 있는 여지를 차단했다. 벤담을 지지하고 관념 연합설에 찬성한 아버지 밀은 벤담과 자기가 사망한 후에 공리주의의 전파와 실천을 이어갈 후계자로서, 천재적인 지식인을 만들어낸다고 하는 명시적인 목표를 가지고 있었다. 존 스튜어트 밀은 두드러지게 조숙한 아이였다. 세 살에 그리스어를 배우기 시작해서, 알고 있던 영어 단어에 상응하는 그리스어 단어들을 배웠다. 여덟살이 될 때까지 그는 이솝의 《우화들》, 크세노폰이 쓴 《퀴로스 왕의 아시아 원정기》(Anabasis), 헤로도토스의 《역사》를 그리스어로 읽었고, 루키아노스, 디오게네스 라에르티우스, 이소크라테스 그리고 플라톤의 대화편 중 여섯 편을 그리스어 문장으로 접했다. 아울러 영어문헌으로는 대단히 많은 분량의 역사책들을 읽었고, 산수를 터득한 상태에 도달했다.
여덟살부터는 문학과 철학용어인 라틴어와 유클리드와 대수(algebra)를 배우기 시작했고, 동생들에게는 가정교사 역할을 수행했다. 여전히 주로 역사책을 읽었는데, 호라티우스, 오비디우스, 베르길리우스, 타키투스, 호메로스, 디오니소스, 소포클레스, 유리피데스, 아리스토파네스, 투키디데스 등, 당시 일반 학교와 대학에서 읽히던 라틴어와 그리스어 고전 작품들을 모두 섭렵했다. 그리하여 열 살이 되었을 때에는 플라톤이나 데모스테네스의 원전을 술술 읽을 수 있을 정도가 되었다. 아버지는 그로 하여금 시를 공부하고 지어볼 필요도 중요하게 생각했는데, 그가 초기에 지은 시 가운데는 《일리아스》의 이야기를 연장해서 지어본 습작도 있다. 남는 시간 동안에는 자연과학 서적과 《돈키호테》나 《로빈슨 크루소》와 같은 대중소설도 읽었다.

### 논리
그의 아버지 제임스 밀은 1818년에 《영국령 인도의 역사》를 출판하는데, 그 즈음에 열 두 살이 된 존 밀은 스콜라철학의 논리학을 치밀하게 공부하는 동시에 아리스토텔레스의 논리학 저서들을 원전으로 읽었다. 이듬해에는 정치경제학 공부를 시작하여, 아버지의 도움을 받으면서 애덤 스미스와 데이비드 리카도를 공부했다. 이는 자본, 노동, 토지를 생산의 삼요소로 바라보는 고전경제학의 시각이 밀 부자에 의해 완성되는 결과로 이어졌다. 아버지 밀은 산책시간을 이용해서 아들 밀에게 정치경제학을 강의했고, 아들은 배운 내용을 보고서로 만들어 제출하여 교정을 받았는데, 이 원고는 후일 아버지 밀이 출판한 『정치경제학 요론』의 초고가 되었다. 이 책은 리카도 경제학을 충실하게 답습한 교과서로서 당대를 풍미했다. 리카도는 아버지의 가까운 친구로, 소년 존을 자주 집으로 불러서 함께 산책하면서 정치경제학에 관한 대화를 나눴다. 밀은 아버지의 교육 방법을 다음과 같이 서술했다.
그 교수법은 한 사람의 사상가를 양성하기 위한 것으로는 빼어난 고안이었지만, 내 아버지만큼 치밀하고 정력적인 사상가가 시행해야 성공할 수 있는 종류였다. 심지어 그로서도 가시밭길을 뚫고 나가야 하는 일이었기 때문에, 비록 내가 주제에 강한 흥미를 가진 것은 사실이지만 내게도 분명히 가시밭길이었다고 확언할 수 있다. 애당초 나로서 당장 터득할 수 없는 내용도 많았는데, 아버지는 그럴 때에 이치에 어긋나게 속상해 하는 경우가 자주 있었다. 하지만 전반적으로 그의 방법은 옳았고 성공을 거뒀다. 아버지가 논리학과 정치경제학을 내게 가르친 방법만큼 철저했거나 소양을 기르는 데 적합했다고 할 수 있는 과학적 교육은 전례가 없었으리라고 생각한다. 모든 것을 나로 하여금 스스로 찾아내게 함으로써 내 능력을 활성화하려고 조금 지나칠 정도로 노력하는 일환으로, 아버지는 설명을 먼저 해주지 않고 내가 목전에 봉착한 난점의 어려움을 완전히 느끼게 된 다음에 해줬다. 그리하여 논리학과 정치경제학이라고 하는 굉장한 학문에 관해서 당대에 알려진 모든 지식을 정확하게 전수해줬을 뿐만 아니라, 나를 그 분야에 관한 독자적인 사상가로 만들었다. 나는 거의 처음부터 나름대로 생각을 가질 수 있었고, 아버지와 견해가 다를 때도 종종 있었다. 대부분의 경우 의견 차이는 사소한 문제에 관한 것이었고 또 결국은 아버지의 견해를 표준으로 받아들이게 되었지만, 나중으로 가면서는 때로 내가 아버지를 설득하여 세부사항에서 의견을 수정하도록 한 경우도 있었다. 내가 이 말을 하는 까닭은 단지 나 자신이 아니라 아버지의 명예를 드높이기 위함일 뿐이다. 이런 사례는 아버지의 완벽한 솔직성과 교수방법의 진정한 가치를 보여주기 때문이다. — 존 스튜어트 밀, 『자서전』

열 네살 때 밀은 제러미 벤담의 동생 사뮤엘 벤담의 가족과 함께 프랑스에서 일년을 보냈다. 프랑스 산악지방의 풍경은 그에게 깊은 인상을 남겨 일생동안 산골 경치를 좋아하도록 이끌었다. 아울러 프랑스 사람들의 활발하고 친근한 생활태도에서도 깊은 인상을 받았다. 몽펠리에의 과학대학(프랑스어: Faculté des Sciences)에서 화학, 동물학, 논리학 강의를 들었고, 개인교습을 통해 고등수학을 배웠다. 오가는 길에 파리에 들러서는 아버지의 친구였던 유명한 경제학자 세이의 집에서 며칠 묵기도 했다. 거기서 밀은 자유당의 여러 지도자들을 만났고, 또 생시몽과 같은 파리의 저명인사도 만났다. 밀의 교육과정은 베인이 쓴 전기를 통해서 이미 당대에 출판된 바 있는데, 이를 보면 여덟 살에서 열세 살에 이르는 동안에 밀이 『자서전』에 기록한 정도를 능가하는 성취를 보였음을 시사한다.

### 우울
그러나 이와 같은 집중적인 학습은 밀의 정신 건강에 좋지 않은 영향을 끼쳤다. 스물 한살에 그는 신경쇠약으로 고생을 겪게 된다. 『자서전』 제5장에서 스스로 설명한 바에 따르면, 이는 보통 아이처럼 자랐다면 자연히 발달하기 마련인 여러 감정들을 억누르고 오로지 공부에만 매달리면서 몸과 마음 모두에서 엄청난 끈기를 발휘해야 했기 때문에 생겨난 것이라고 한다. 그렇지만 마르몽텔의 『어느 아버지의 회상』과 윌리엄 워즈워스의 시에서 위안을 찾아 정서능력이 회복되면서, 우울증은 결국 사라졌다. 이를 밀은 "구름이 점차로 걷혔다"고 표현했다.

### 공리주의자 협회
1823년 친구들과 함께 공리주의자 협회를 만들었다. 밀은 옥스퍼드 대학이나 케임브리지 대학에서 공부하기를 거절했다. 왜냐하면 그러기 위해서는 잉글랜드 국가교회인 잉글랜드 성공회 신자가 되어야 하는데, 그는 잉글랜드 성공회를 "하얀 악마"로 간주했기 때문이다.(정확한 인용인지 확인해야 할 내용임) 대신에 그는 그의 아버지를 따라 영국 동인도회사에서 1858년까지 35년 동안 근무하면서 연구와 저술에 몰두하였다.

### 저술

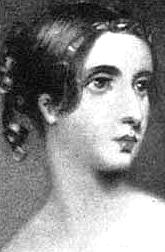
해리어트 테일러

1843년 그의 중요 저서인 <논리학 체계>를 발표하였는데 이는 베이컨이 이룩한 귀납법의 논리를 완성한 것으로 진보가 빠르고 가장 정확한 지식을 얻을 수 있는 자연 과학 연구의 방법론으로서 획기적인 저술이었다.

### 부인과의 학자로서의 동반자 관계
밀은 21년 동안의 교제 끝에 1851년 해리어트 테일러와 결혼했다. 해리어트는 그들이 만났을 때 이미 결혼한 유부녀이었고, 따라서 그녀의 첫 남편이 죽기 전까지는 두 사람의 관계는 정신적으로만 가까웠다. 해리어트는 명석한 여성으로, 밀에게 친구로서나 아내로서 그의 사상에 중요한 영향을 주었다. 같은 시기를 살았던 강정일당 부부가 서로를 학자로서 존중한 것처럼, 스튜어트 부부도 서로의 지성을 존중했다. 밀이 해리어트와 친분을 쌓으면서, 여성의 권리를 옹호하는 입장이 더욱 강해졌다. 『자유론』은 그녀가 죽은 직후에 출간되었는데, 그녀의 영향 아래 많은 수정이 이루어졌음을 밝히고 있다. 『여성의 종속』에서도 해리어트의 영향은 암시적으로 언급된다. 해리어트는 밀과 결혼한 지 겨우 칠년이 지난 1858년, 밀이 동인도회사에서 사직하고 모처럼 자유롭게 둘이서 프랑스를 여행하던 도중에 아비뇽에서 폐충혈로 사망했다. 밀은 해리어트를 거기에 묻고, 조그만 집을 사서 여생의 안식처로 삼았다.

### 노동조합 활동 조직
밀은 1865년에서 1868년까지 세인트 앤드류스 대학의 학무위원장으로 선임되었고, 같은 기간 동안에 런던 웨스터민스터 선거구에서 하원의원으로 당선되었다. 하원에서 그는 주로 자유당과 연결되어 활동했는데, 아일랜드의 부담을 덜어주자고 주장했고, 여성의 권리를 강력하게 옹호했으며, 비례대표제, 노동조합, 농지의 협동조합식 조직 등, 각종 사회개혁을 주장했다. 1869년에는 의회 안에서는 최초로 여성에게도 투표권을 줘야 한다고 주장했다. 『대의정부론』에서는 비례대표제, 선호투표제, 참정권 확대 등, 의회와 투표제도의 개혁을 촉구했다. 버트런드 러셀이 1872년에 태어났을 때, 러셀의 모친은 밀에게 대부를 맡아달라고 요청해서 그렇게 되었다. 프랑스의 아비뇽에서 1873년에 사망했고, 아내 곁에 묻혔다.

### 종교
밀은 종교 그 자체에 대해 비판적이었는 데, 그의 <자서전>에서 그의 아버지 제임스 밀의 종교관을 언급하였다. 제임스 밀은 계시 신앙과 자연종교등을 일절 거부하였으며 종교 자체를 도덕의 최대 적으로 보았다. 아버지의 영향을 받은 밀은 신앙을 가져본 적이 없었으며 기독교 교리 자체를 부정하였다. 그 당시 상황에, 기독교를 부인하는 것은 금기시 되었으므로, 종교에 관한 공개적 언급을 피하였다. 그에게 종교는 자유의 최대 적이었다. 그는 '편협하고 무지한 사람들이 종교(기독교)의 부활을 자랑하지만, 그것은 사실 지독한 편견의 부활과 다름없다'라고 말하였다.

## 사상 및 업적

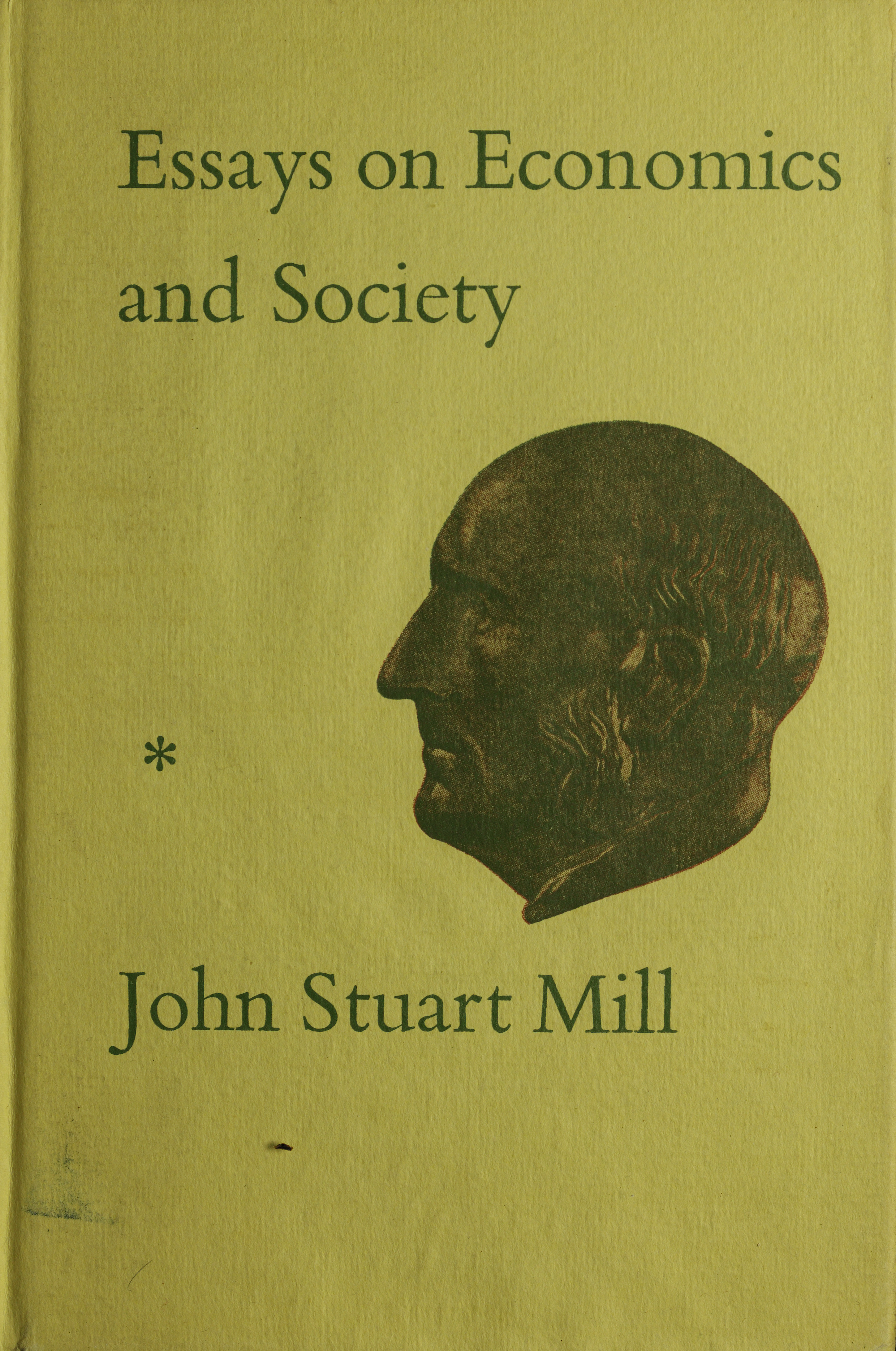
Essays on economics and society, 1967

인식론에 있어서는 해밀턴이 대표하는 스코틀랜드의 상식학파에 반대하고, 외적 대상은 항상 감각할 수 있는 것에 지나지 않는다고 주장하였다.

### 자유론
밀의 『자유론』은 자유주의 정치이론, 또는 정치적 자유주의를 대표하는 고전 중 하나로, 자유의 개념을 주제로 저술된 가장 중요하고 가장 대중적인 문서 중 하나이다. 밀이 주장하는 핵심 내용은 다음과 같다.
1. 틀렸다거나 해롭다는 이유로 의견의 표명을 가로막으면 안 된다,
2. 표현의 자유를 일부만 제한하게 되면 곧 모든 표현의 자유가 제한되고 만다,
3. 표현의 자유가 무제한 허용되어야 사회는 진보할 수 있다,
4. 표현하는 내용에는 제한이 없어야 하지만, 표현하는 방식에는 제한이 필요할 수 있다는 것이다.

표현의 자유가 진보로 이어진다는 믿음은 공론의 여과능력을 신뢰했기 때문이다. 만일 어떤 의견이 진실로 틀렸거나 해롭다면 공론장에서 자연히 틀렸거나 해로운 것으로 판명이 나서 도태되리라는 말이다. 밀은 정부를 전복하려는 기획이나 살인을 정당화하는 이론일지라도 표현에 사회적 박해나 정치적 탄압이 가해지면 안 된다고 주장했다. 정부 전복이 진실로 필요하다면 전복해야 할 것이고, 살인이 진실로 정당하다면 용인되는 것이 마땅하다는 이유에서였다. 단, 의견을 공표하는 방식은 대중연설이나 저술이어야지 다른 사람에게 직접 피해를 주면 안 된다. 이것을 일컬어 위해원칙(harm principle)이라고 하는데, 예컨대 굶주림에 시달려 흥분한 상태의 군중을 상대로 곡물 도매상을 지목하면서 "여러분이 굶주리는 것은 저런 자들의 착취 때문"이라는 식의 표현은 안 된다는 것이다. 20세기 초 미국 연방대법원 판사 올리버 웬델 홈즈는 이를 기초로 "명백하고 현존하는 위험"(clear and present danger)이라는 기준을 세웠다. 깜깜한 극장에서 장난으로 "불이야!"를 외쳐서 사람들을 공황에 빠뜨리고 다치게 만들 정도의 위험이 거기에 해당한다. 반면에 듣는 사람들이 스스로 판단해서 받아들일지 배척할지를 선택할 수 있는 상황이라면 어떤 의견이나 이론도 표현이 가로막히면 안 된다는 원리다.
밀의 이와 같은 주장은 오늘날 영국을 비롯해서 유럽, 북미, 오세아니아, 일본 등, 자유민주주의 사회에서 가장 기본적인 정치원리로 받아들여져, 표현의 자유는 시민의 기본권으로서 포괄적으로 인정되고 있다. 아울러 『자유론』("On Liberty")은 영어 산문의 고전으로서 영어권 사회의 대학에서 정치학뿐만 아니라 영문학의 교재로도 아직 널리 읽히고 있다. 그의 공론주의는 영국인의 삶의 큰 영향을 끼쳤다. 스코토 옥소니안 헤이글(Scoto Oxonian Hegel)이 세분화하여 공론주의를 완벽하게 정의 할 때까지 그의 이론은 영국 철학자들이 공론주의를 아웃라인 하는 데에 도움을 주었다

### 정체상태
대다수 경제학자들은 미래를 장기적으로 전망하고픈 욕망을 억누르지 못한다. 스미스, 맬서스, 리카도, 마르크스, 케인스가 그러했다. 밀 역시 리카도의 정체상태 분석과 생시몽(C. Saint-Simon)식 사회주의를 적절히 혼합한 미래화를 인상적으로 묘사하였다.
생시몽은 산업노동자들을 찬양했던 프랑스의 이상주의자였다. 생시몽의 분석에서 밝을 미래를 본 밀은 정체상태 역시 행복한 상태일 수 있다고 생각했다. 세월이 흘러감에 따라 인류는 더 이상 돈에 연연하지 않을 것이며 부유하지 않더라도 행복할 수 있을 것이라고 전망했기 때문이다. 정체상태라는 이론적 모형에서 리카도는 수확체감, 시장철폐, 이윤감소 등을 보았던 반면, 밀은 지상의 천국을 건설하기 위한 신학적 주제들을 보았다. 밀이 개량한 공리주의에는 플라톤식 이상이 담겨 있다는 사실을 기억해보자. 밀은 인간이 당좌차월이나 잔업근무 같은 것보다 존엄, 고결, 정의 같은 가치에 더 관심을 기울일 날이 오기를 갈망했다. 정체상태에 대한 밀은 다음과 같다.
"자본과 부의 정체상태가 끔찍한 상태라는 고전학파의 주장에 나는 공감할 수 없다. 그러한 상태는 오히려 지금보다 훨씬 발전된 상황일 수 있다. 생존을 위한 처절한 경쟁이 인간의 정상적 상태라고 주장하는 사람들, 즉 서로를 짓밟고 압박하고 밀어내고 유린하는 현재의 세태가 인류를 위한 최상의 상태일 뿐, 산업발달 과도기의 부작용은 될 수 없다고 주장하는 사람들에게 나는 동의할 수 없다."
생시몽과 마르크스가 그랬듯이 밀 역시 인간이 점차 '필요의 단계(realm of necessity)'를 초월하여 그저 생계를 잇기 위한 삶으로부터 인간성의 고취를 위한 삶으로 진보해 나갈 것으로 생각했다. 밀은 다음과 같이 주장했다.
"더 이상의 경제성장을 필요로 하는 국가들은 기아에 허덕이는 후진국들뿐이다. 선진 공업국들이 지금 필요로 하는 것은 경제성장이 아니라 합리적 분배와 건전한 사회기풍(ethos)이다."

### 시장사회주의의 선구자
그는 선성장 후분배 논리로 사회주의가 저절로 실현된다고 생각하였다. 그는 상속은 기회균등의 원리를 침해하고 상속받는 자녀에게는 불로소득이기에 고율의 세금으로 제한해야 한다고 주장하였다. 밀은 경제적 자유보다 정치적 자유를 중요시 하였다. 또한 정치를 엘리트주의화 하기를 원했다. 밀은 스스로를 사회주의자라 불렀다. 그는 공산주의와 사회주의라는 말을 구분해서 사용했다. 그는 공산주의를 '극단적 사회주의' 또는 '혁명적 사회주의' 로 불렀으며 그 체제가 개인의 자율성으로 총제적으로 부인한다고 하여 받아들이지 않았다. 그는 자본주의적 기업을 노동자 협동조합으로 대체하는 방식이어야만 사회주의 사회에 이를 수 있다고 주장했다. 밀은 다음과 같이 썼다:
인류가 계속해서 개선된다면 결국 우세해질 것으로 예상되는 연합 형태는 자본가가 수장이고 노동자들은 경영에 발언권이 없는 사이에서 존재할 수 있는 것이 아니라 노동자들이 평등한 조건 하에 연합하여, 공동으로 사업을 수행하는 자본을 소유하고, 그들 스스로 선출하고 해임할 수 있는 관리자의 지휘 아래 일하는 것이다.— John Stuart Mill, Principles of Political Economy, Book IV, Ch. 7

그는 후기 사상에서 기존의 자본주의 기업의 고용-임금관계가 아닌 개방적인 시장에서 노동자들이 직접 운영하는 기업에 의한 경제라는 협동조합적 경제개념을 옹호하였고 이는 훗날 그를 초기 시장사회주의 이론가 중 한 명으로 여겨지게 하였다.

## 저서 목록
- 1843 논리학체계 A System of Logic
- 1844 Essays on Some Unsettled Questions of Political Economy
- 1848 정치경제학 원리　Principles of Political Economy
- 1859 자유론 / 자유에 대하여　On Liberty
- 1861 공리주의 (책)　Utilitarianism
- 1861 대의정부론　Considerations on Representative Government
- 1869 여성의 종속 / 여성의 예속　The Subjection of Women
- 1873 자서전　Autobiography
- 1874 종교에 대하여 Three Essays on Religion
- 1879 사회주의론 Socialism

## 같이 보기
- 위해원칙
- 공리주의
- 사회주의
- 자유주의
- 밀의 방법
- 알렉시 드 토크빌